# Place Jemaa el-Fna
Pour les articles homonymes, voir Jemaa.
La place Jamaa Alfna (en amazighe : ⴰⴱⴰⵔⴰⵣ ⵏ ⵊⴰⵎⵄ ⵍⴼⵏⴰ, en arabe : ساحة جامع الفنا, « place de la mosquée des trépassés ») est une célèbre place publique au sud-ouest de la médina de Marrakech au Maroc. Ce haut-lieu traditionnel, populaire et animé notamment la nuit qui attire plus d'un million de visiteurs chaque année.
Jemaa el-Fna incarne la diversité de l’identité marocaine en raison de la présence de représentants des différentes cultures qui constituent le Maroc : Arabes, Berbères, Gnaouas. « L'espace culturel de la place Jemaa el-Fna » est inscrit patrimoine culturel immatériel depuis 2008 (proclamation en 2001) et au patrimoine mondial depuis 1985 par l'Unesco.

## Géographie
De forme triangulaire, la place se situe au sud-ouest de la médina (vieille ville historique) de Marrakech. Elle donne notamment sur les souks de la ville. À son sud-ouest se trouve la mosquée Koutoubia.

## Historique

### Avant leXXIesiècle
Au XIIe siècle, la place Jemaa el-Fna était un lieu de justice où les peines étaient publiquement appliquées. Dès la seconde moitié du XVIe siècle, les activités et fonctions de la place ont évolué. Ainsi, elle est décrite par l’auteur espagnol Carvajal Marmol comme un lieu cosmopolite où règne une forte activité commerciale.
Pendant des siècles, la place Jemaa el-Fna s'est animée et s'est inscrite dans la culture du Maroc puisqu'elle est qualifiée de lieu de spectacle au XVIIe siècle. Dès le XXe siècle, de nombreux bâtiments sont construits et la place commence à prendre l'aspect de celle d'aujourd'hui qui a donné à la place son nom actuel

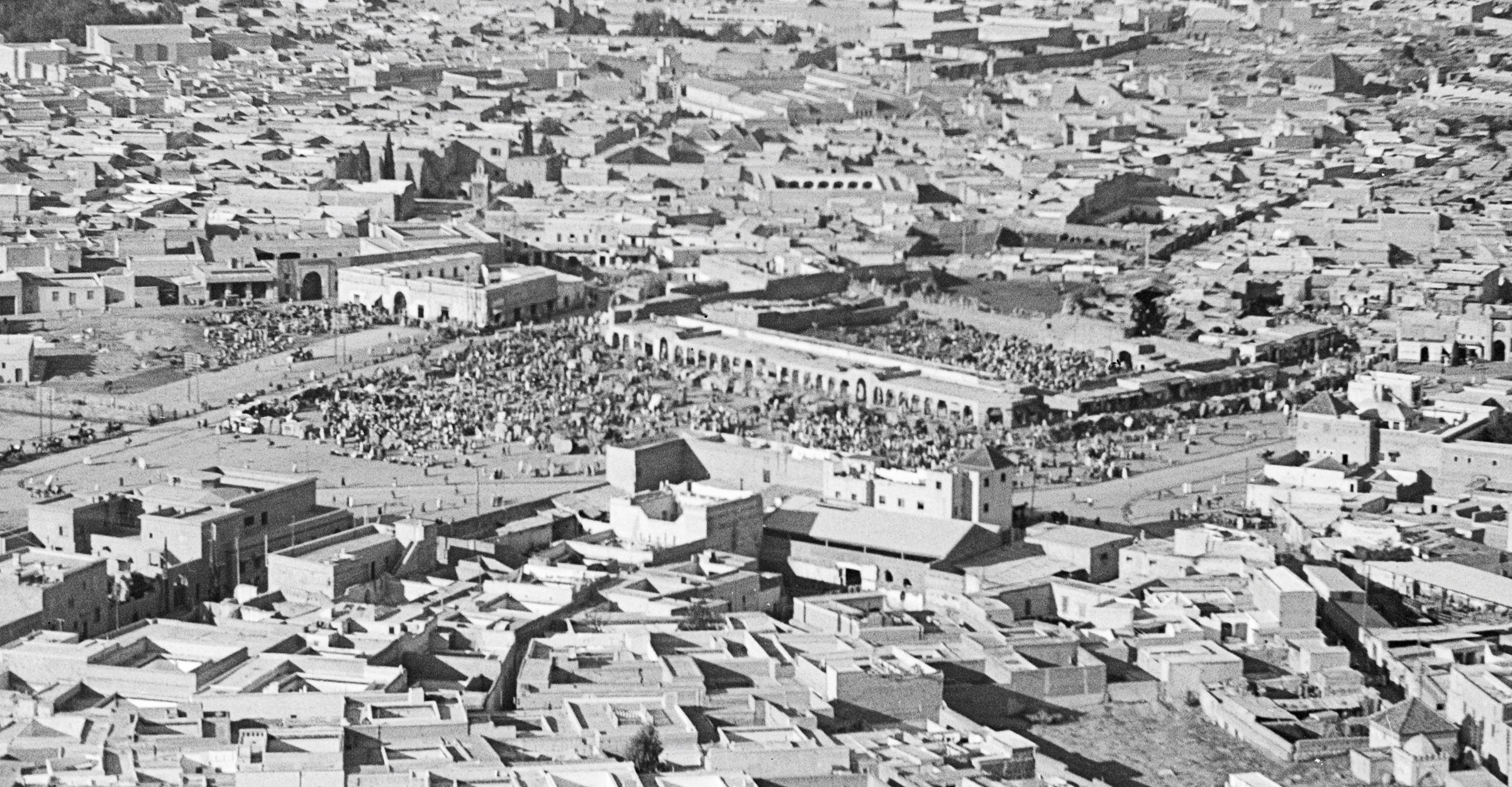
La place Jemaa el-Fna vue d'avion en 1930.

La rhétorique coloniale a joué un rôle dans l'introduction de la place dans le patrimoine. En effet, sous le protectorat français, le maréchal Lyautey, résident général, a signé l'arrêté viziriel du 26 juillet 1921 ordonnant une enquête en vue du classement de la place, qui eut lieu par le dahir du 20 juillet 1922,.

### Attentat du 28 avril 2011

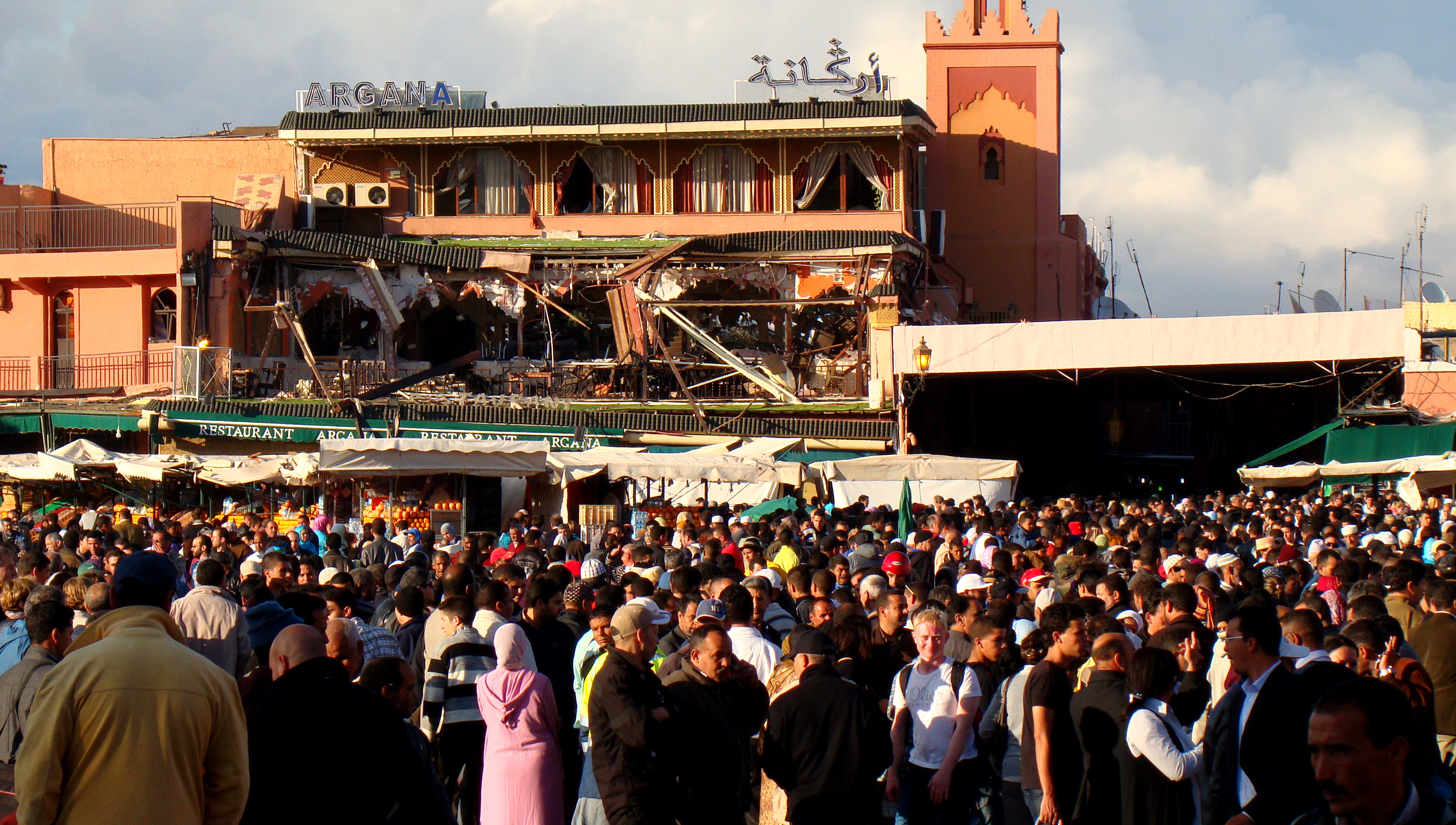
L'Argana après l'attentat de 2011.

Le 28 avril 2011, un attentat est perpétré dans le restaurant Argana donnant sur la place. Ciblant notamment des touristes, il fait 17 morts et 20 blessés.

## Les activités

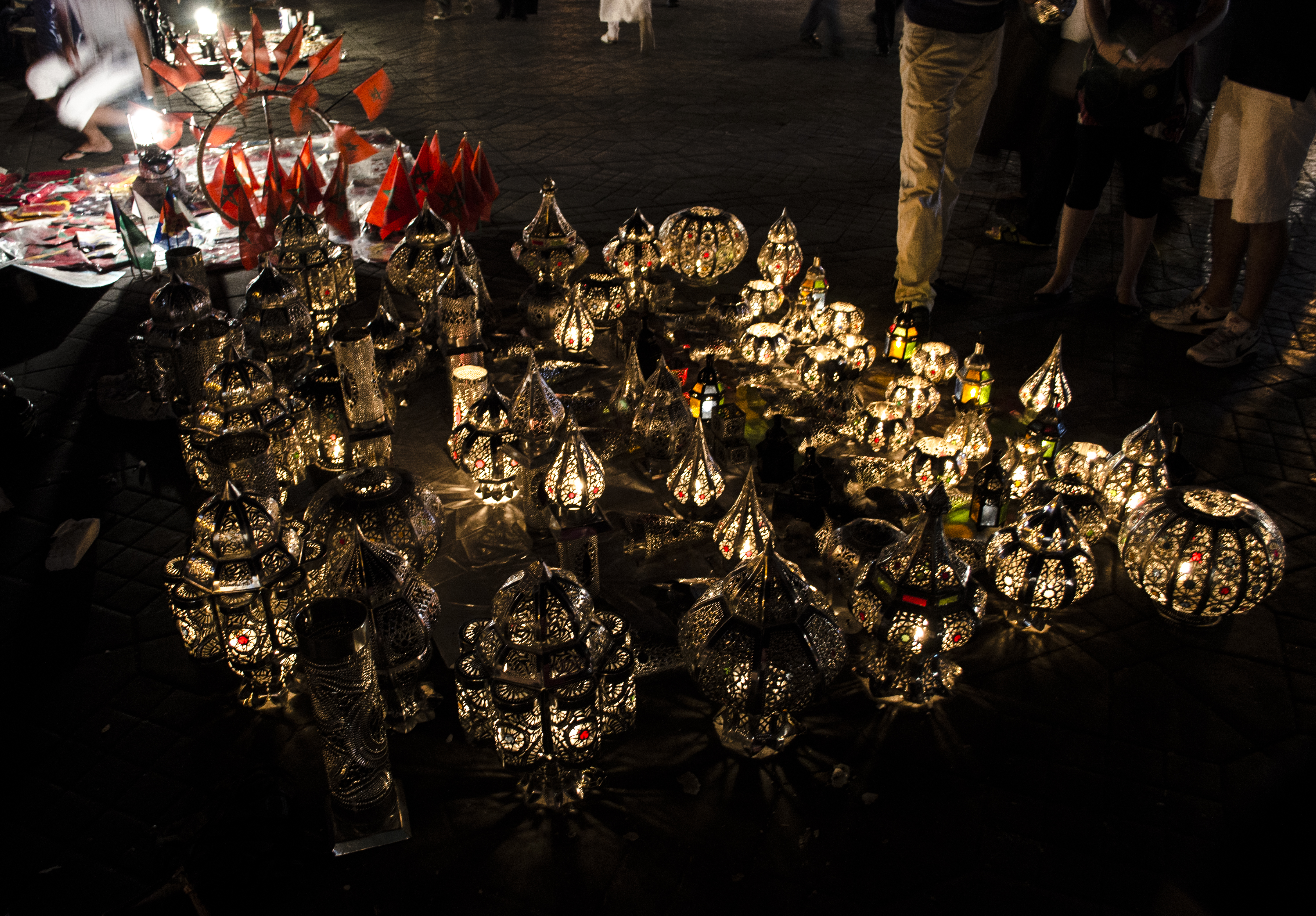
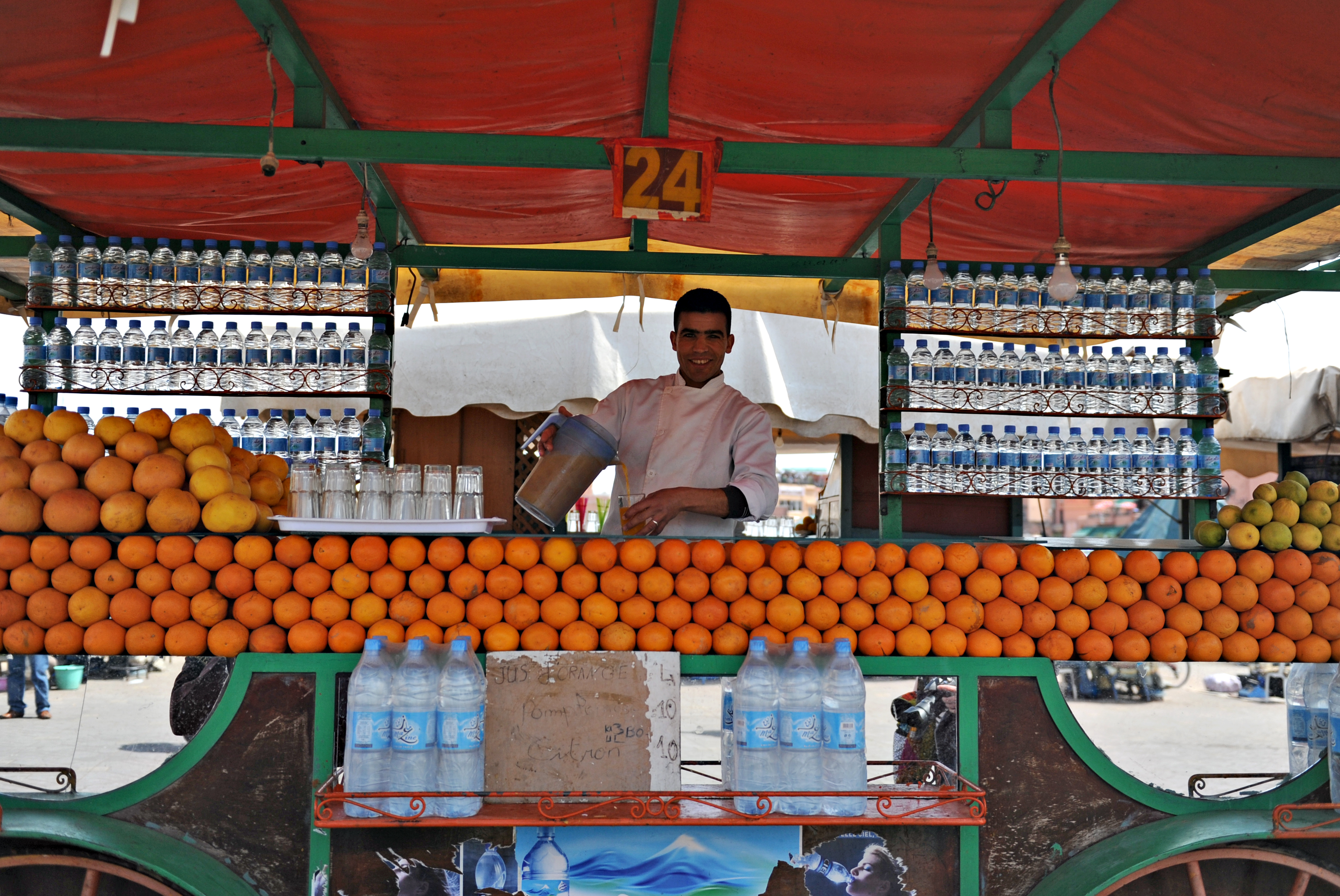
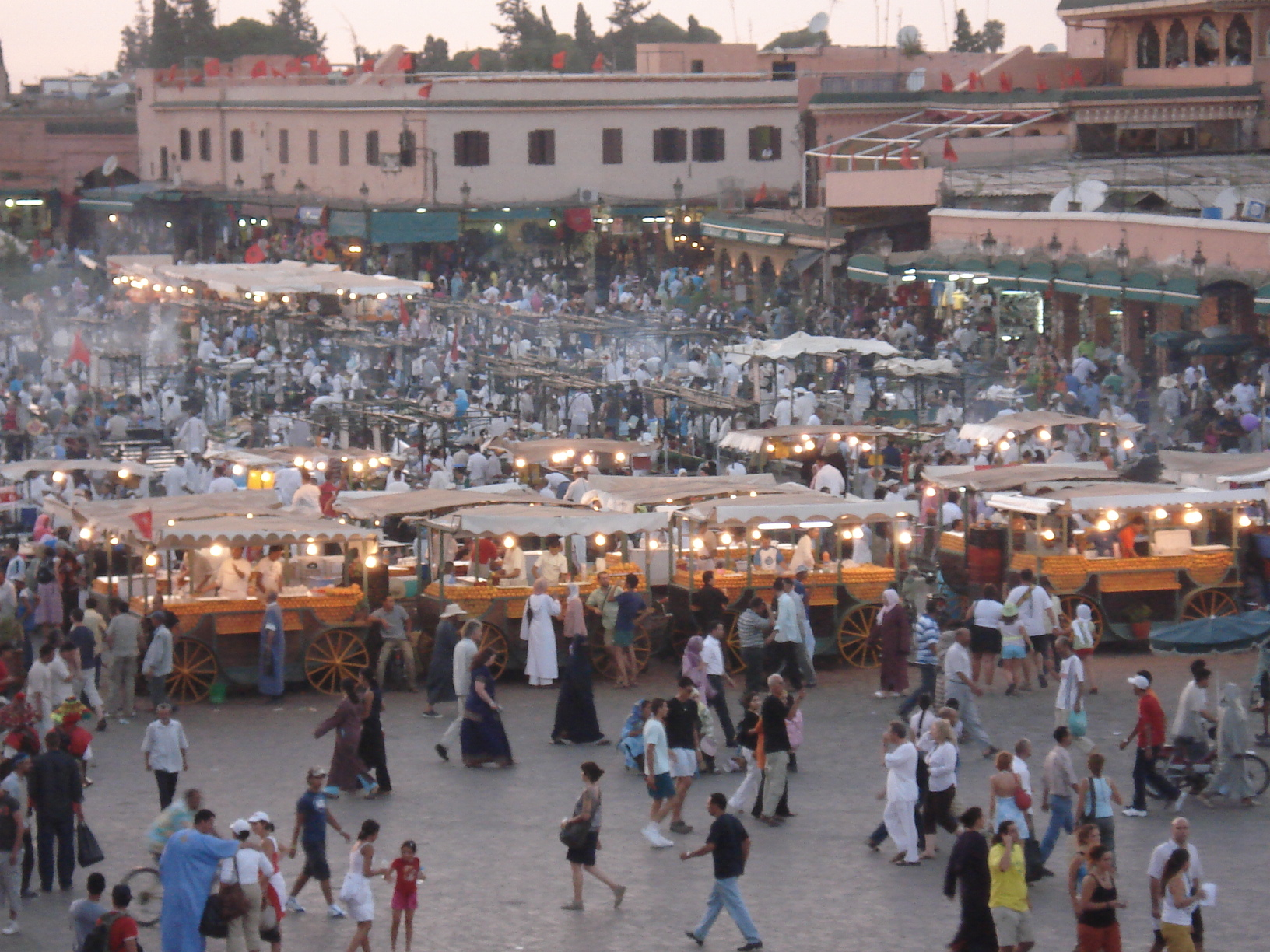
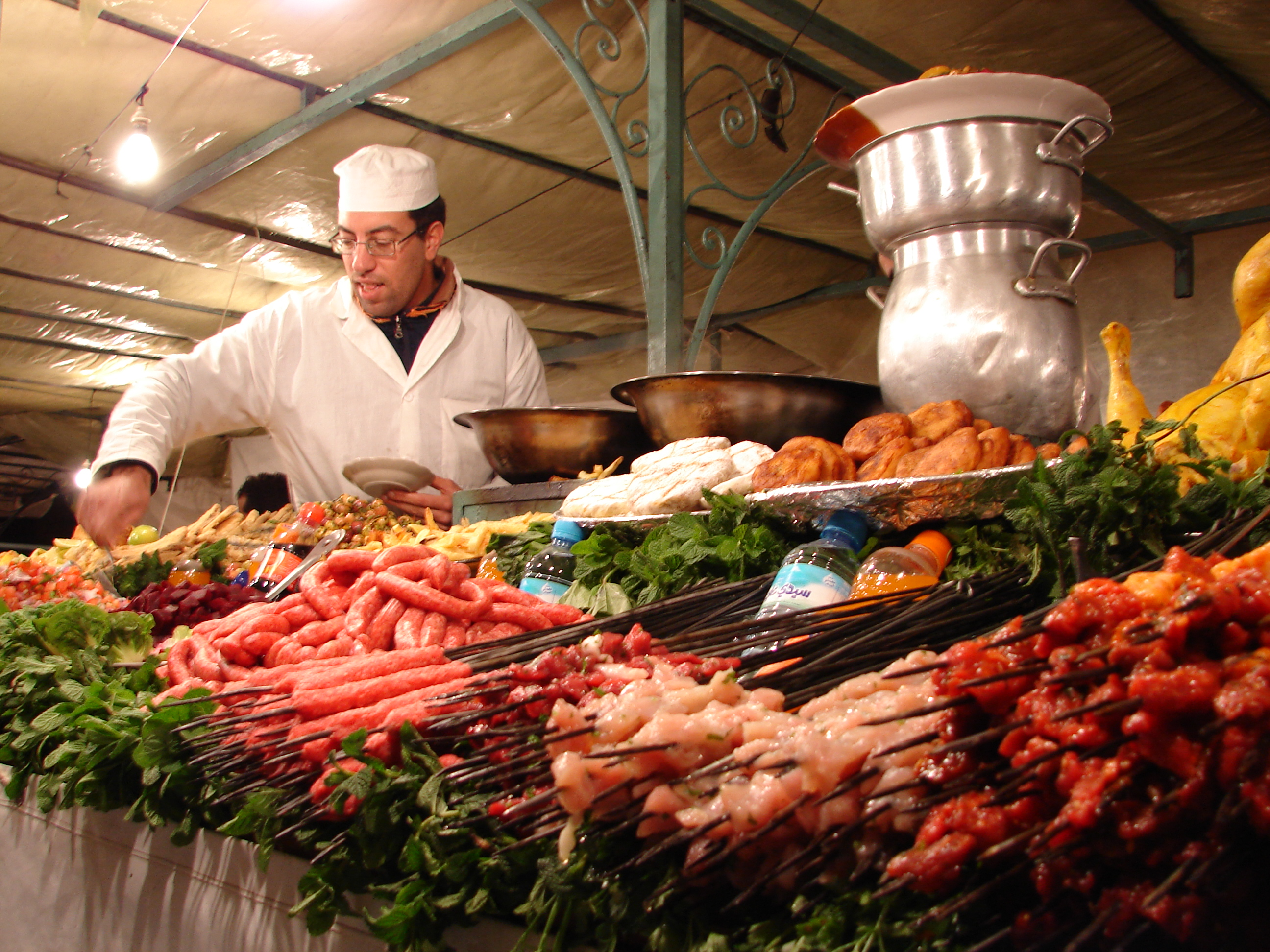
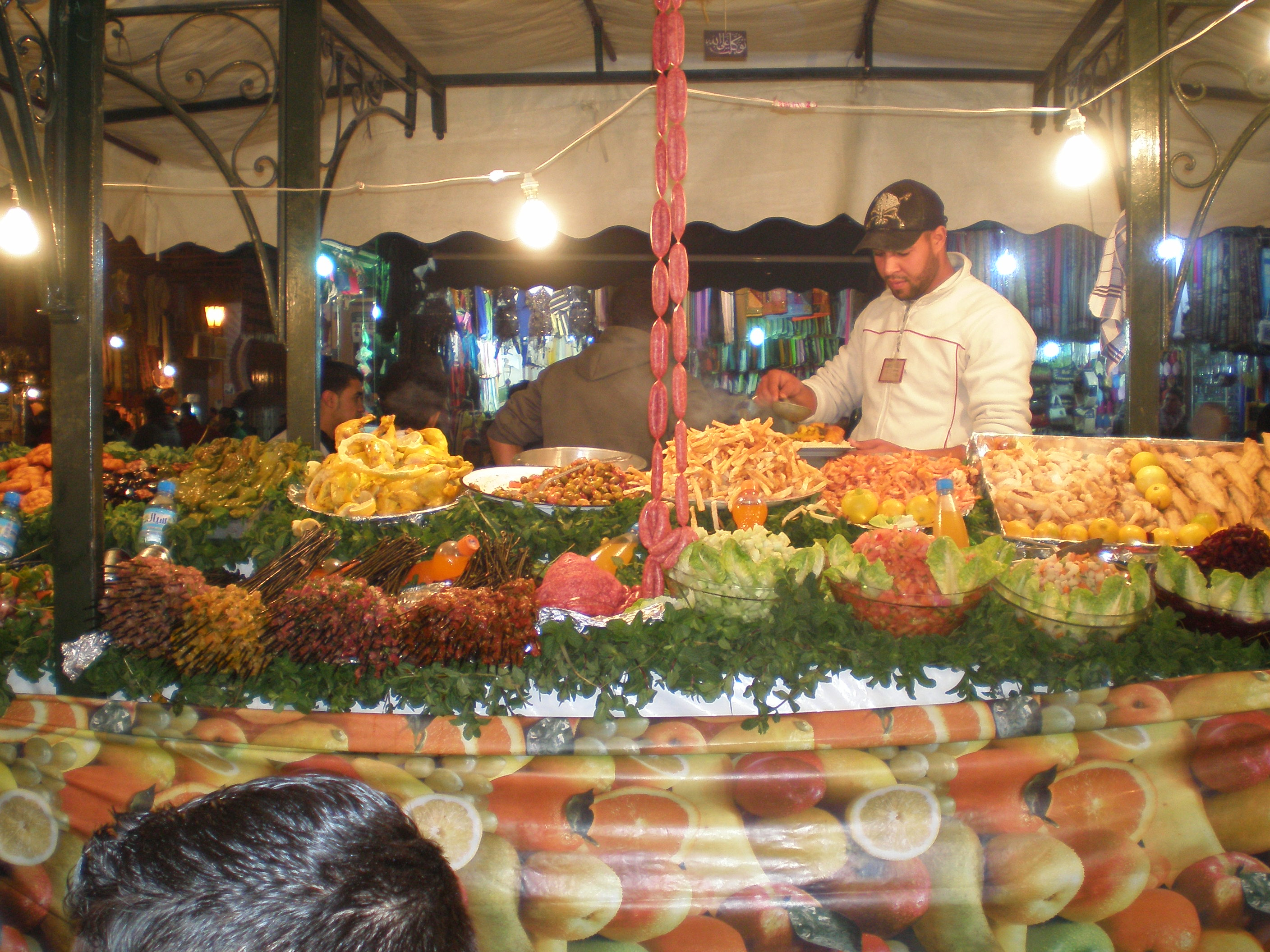

Véritable Cour des Miracles, aux portes des souks de Marrakech, proche de la mosquée Koutoubia et du palais royal, cette place est une des principales attractions traditionnelles et historiques du tourisme au Maroc. Elle est animée d'une importante vie populaire de la fin de l'après midi jusqu'à l'appel à la prière à l'aube. Plus d'un million de visiteurs y passe chaque année et plus de 10 000 couverts y sont servis par jour.
En effet, en journée de nombreux forains, camelots et artistes de rue sont présents (cracheurs de feu, tatoueuses au henné, montreurs de singes, charmeurs de serpents, diseuses de bonne aventure, etc.), tandis que la nuit, c'est notamment des stands de restauration qui sont présents. 
La "halqa" désigne le cercle de spectateurs autour d'un conteur et par extension le spectacle de rue lui-même. Les halqa peuvent être des spectacles d'acrobates, de conteurs, de danseurs avec leurs musiciens ou des comédies populaires plus ou moins burlesques. La première mention d'une halqa dans les chroniques sur la place remonte au XVIIè siècle. Certains spectacles ou contes sont restés fameux et ont contribué à la reconnaissance au patrimoine culturel immatériel de l'humanité.
Elias Canetti, prix Nobel de littérature 1981, décrit des halqa vues en 1954 dans le chapitre "la voix des conteurs" de son récit "Voix de Marrakech". Juan Goytisolo en fait le point de départ de son roman "Makbara".

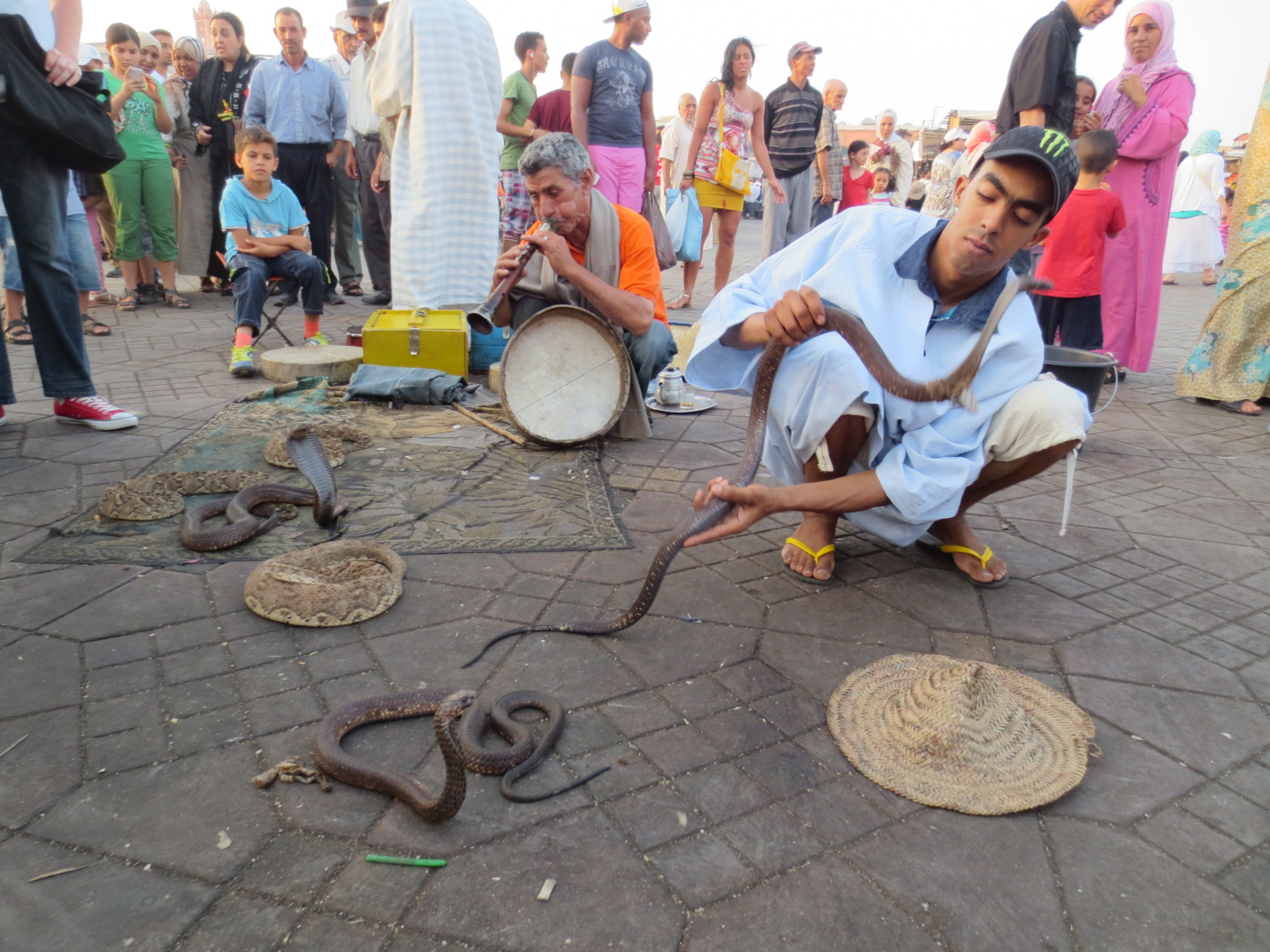
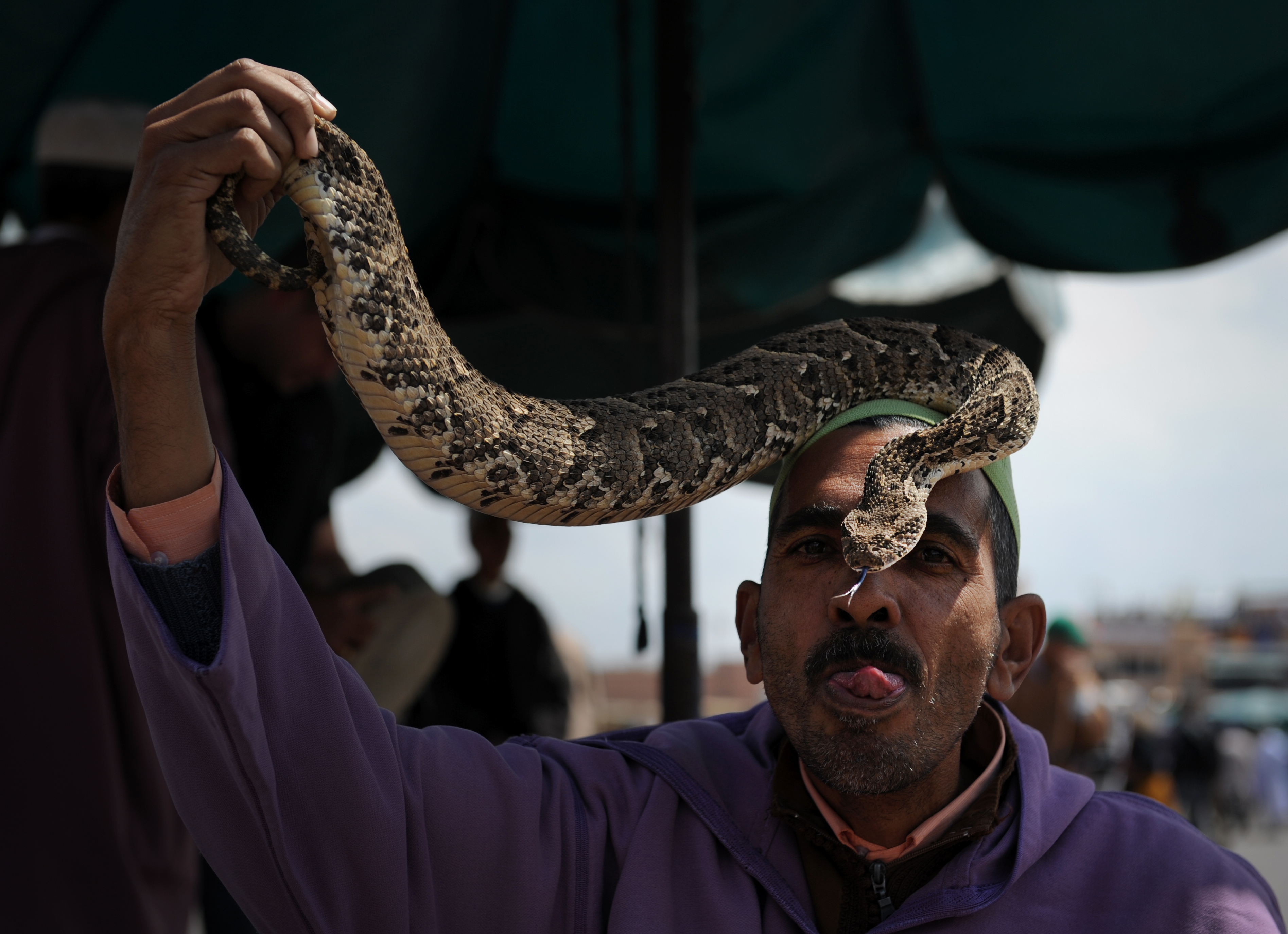
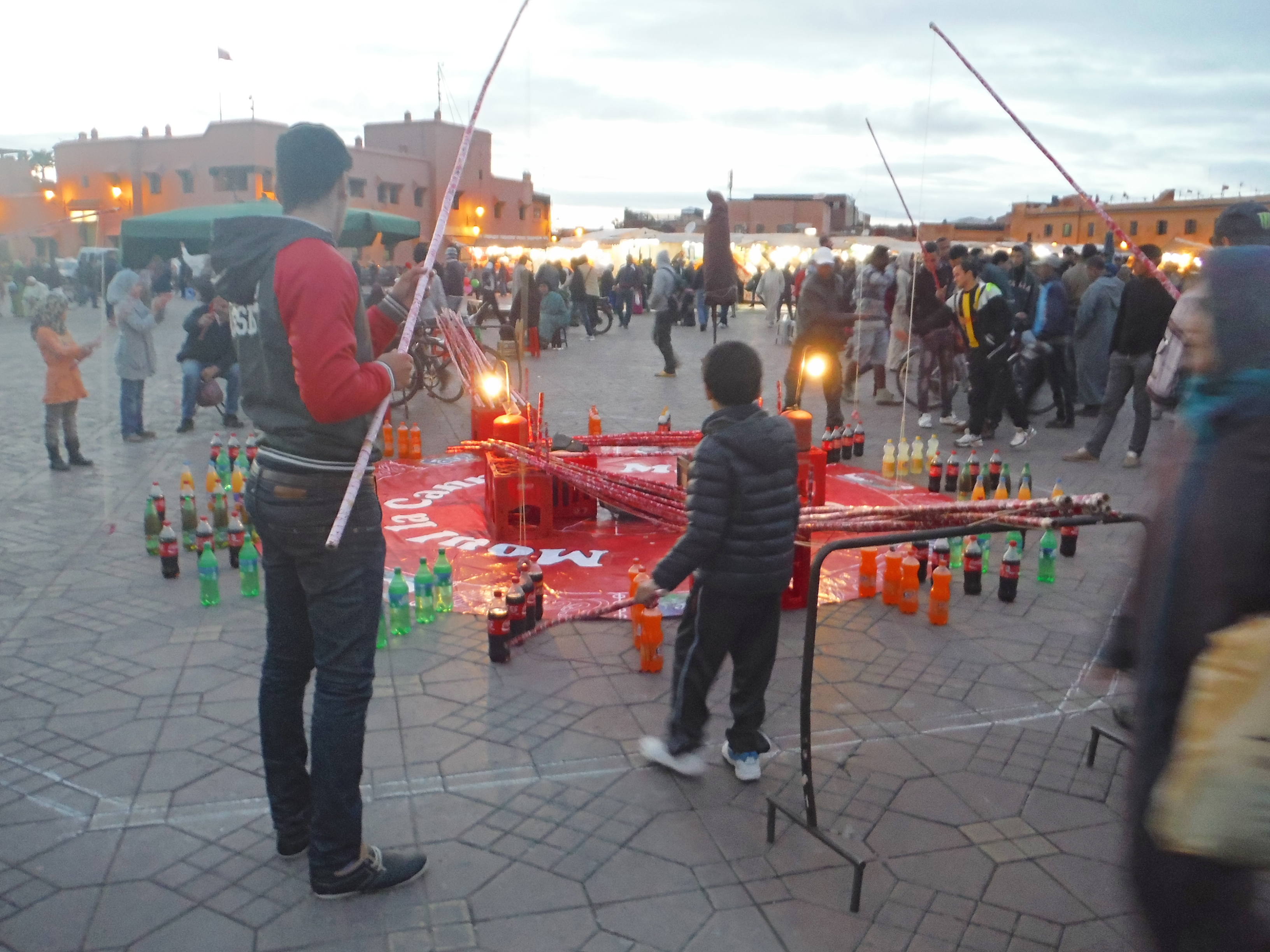
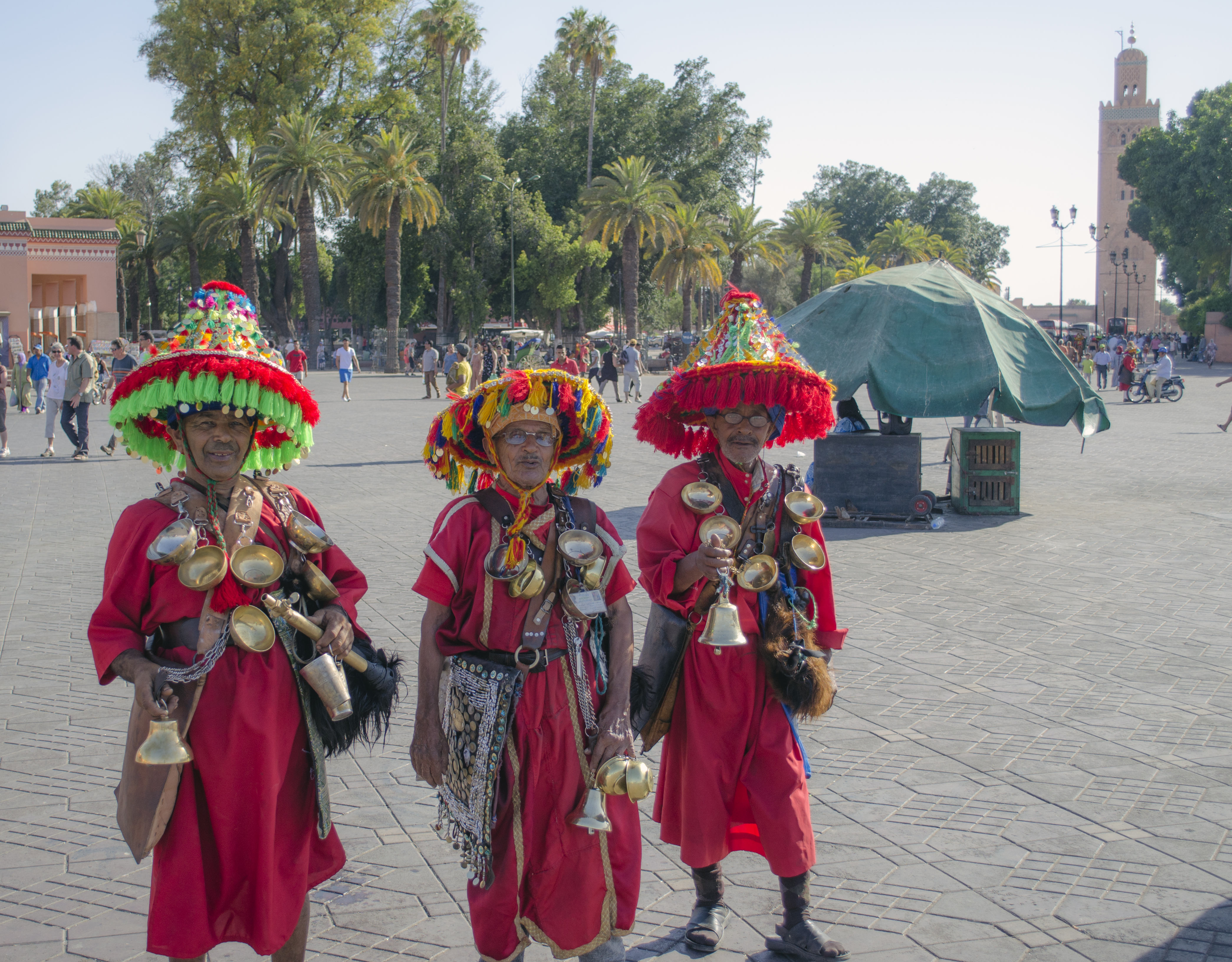
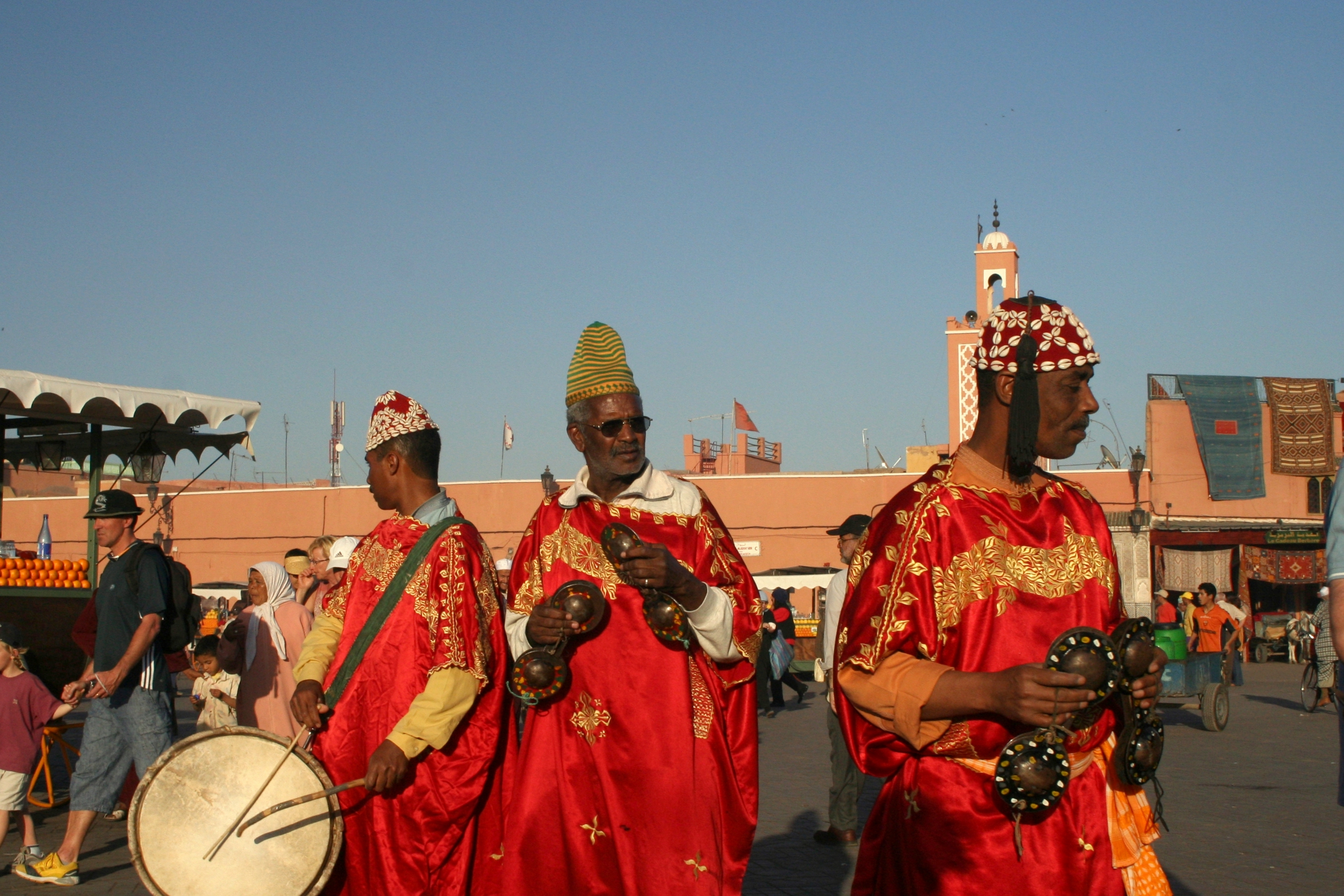

## Étymologie
Le nom actuel de la place Jemaa el-Fna (« place des trépassés ») n'apparaît qu'au début du XVIIe siècle dans les textes historiques. En effet, l'historien Abderrahmane Es Saâdi, donne une explication : le sultan saâdien Ahmed al-Mansour aurait prévu d'y construire une grande mosquée. Cette dernière aurait eu le nom de Jemaâ el Hna (« mosquée de la quiétude ») : Jemaâ signifiant « lieu de réunion » et El Hna, la quiétude. C'est alors qu'une épidémie de peste aurait décimé une partie de la population, dont le roi, et empêché la construction du bâtiment. Ce serait après cet événement que la place aurait reçu le nom de place de la mosquée anéantie : Jemaa el-Fna.

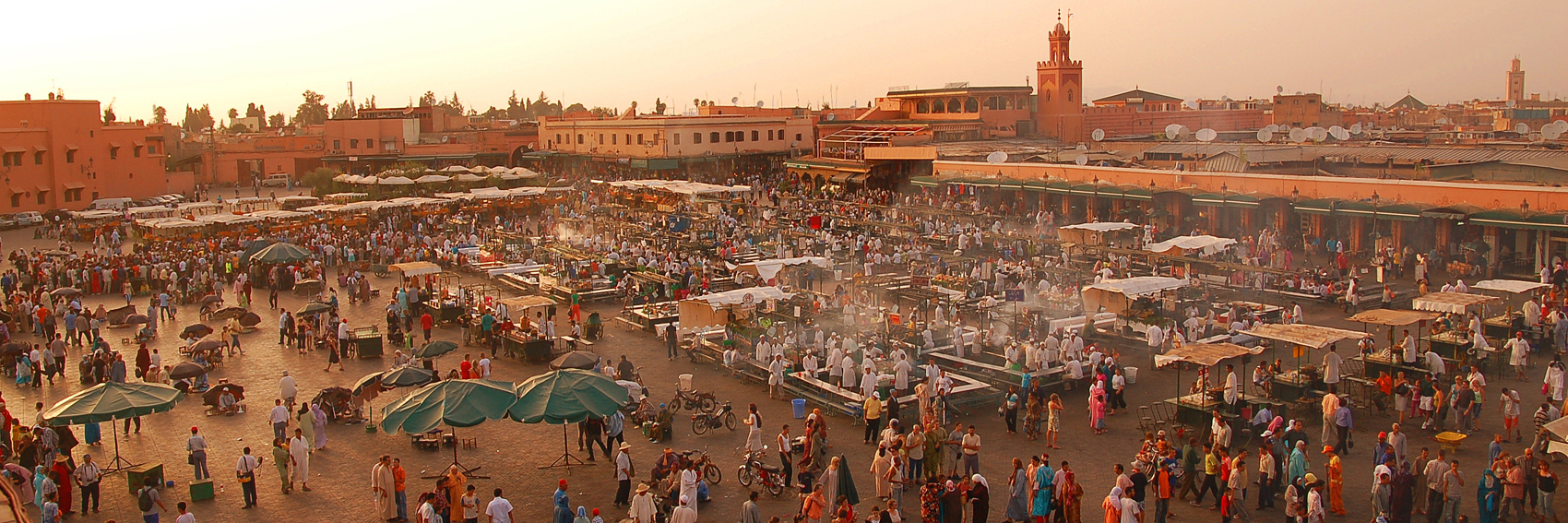
Vue panoramique sur la place de Jemaa El Fna.

## Inscription
En 1985, la place Jemaa el-Fna est inscrite sur la liste du patrimoine mondial de l'Unesco dans le cadre de l'inscription de la médina de Marrakech. De plus, « l'espace culturel de la place Jemaa el-Fna » est inscrit patrimoine culturel immatériel en 2008 (proclamation en 2001) par l'Unesco,. L'écrivain espagnol Juan Goytisolo, établi à Marrakech, a notamment œuvré dans cette dernière inscription. Comme les activités de la place sont issues de traditions ancestrales fortement liées à la ville et qu'elles sont en danger face au tourisme, l'Unesco tente de conserver son histoire.

## Dans la littérature
Ses  bouibouis l'on fait surnommée  place « Jémalofoi » par Moha Souag dans Nos plus beaux jours . 